# Ben Guerir
Ben Guerir ou Benguérir (en arabe : بن ڭرير) est une ville du Maroc située dans la région de Marrakech-Safi. Elle est le chef-lieu de la province de Rehamna. 
La ville est notamment connue pour son rôle dans l’industrie du phosphate, sa base aérienne militaire et ses établissements d’enseignement supérieur, en particulier l’Université Mohammed VI Polytechnique (UM6P) et le Lycée Mohammed VI d'Excellence (LM6E).

## Géographie
Ben Guerir est située à environ 72 km au nord de Marrakech, dans le centre du Maroc, au cœur de la plaine de la Rehamna. La ville se trouve dans une zone au climat semi-aride, caractérisée par des étés chauds et secs et des hivers doux, avec une pluviométrie relativement faible. 
Elle occupe une position stratégique sur les axes reliant Casablanca à Marrakech, ainsi qu'El Kelaâ des Sraghna à Safi.

## Démographie
Selon le recensement marocain de 2014, la population de Ben Guerir s'élevait à 88 626 habitants, contre 62 693 lors du recensement de 2004.
En 2024, la population est estimée à 114 872 habitants, témoignant d'une croissance continue au cours des deux dernières décennies.

## Enseignement

### Université Mohammed VI Polytechnique

Entrée du campus de l'UM6P.

Ben Guerir abrite l’Université Mohammed VI Polytechnique, un établissement d’enseignement supérieur et de recherche fondé par le Groupe OCP en 2013. Située au cœur de la ville verte Mohammed VI de Ben Guerir, l’université se spécialise dans la recherche appliquée et l’innovation en lien avec les priorités du développement durable au Maroc et en Afrique.
L’université développe des partenariats avec des institutions internationales de renom telles que le MIT, Columbia University, HEC Paris, Sciences Po, ou encore Penn State University. Elle abrite plusieurs écoles et centres de recherche, notamment :
- EMINES – School of Industrial Management ;
- School of Collective Intelligence[6] ;
- SAP+D – School of Architecture, Planning and Design ;
- Green Energy Park, en partenariat avec l’IRESEN ;
- Africa Business School ;
- UM6P School of Medicine.

UM6P joue un rôle central dans la transformation de Ben Guerir en un pôle de savoir, de technologie et de durabilité à l’échelle nationale et continentale.

### Lycée Mohammed VI d'Excellence
La ville abrite également le Lycée Mohammed VI d'Excellence, un établissement secondaire sélectif qui propose un enseignement du second cycle ainsi que des classes préparatoires aux grandes écoles, avec un accent particulier sur les disciplines scientifiques, technologiques et d'ingénierie.

### UNESCO Learning City
En décembre 2024, Ben Guerir a été reconnue comme une UNESCO Learning City pour ses efforts en faveur de l’apprentissage et du développement durable.

## Économie
L’économie locale repose principalement sur l’extraction et le traitement du phosphate, gérés par le Groupe OCP, l’un des plus grands exportateurs mondiaux. 
En parallèle, Ben Guerir développe un modèle de ville durable à travers le projet de la ville verte Mohammed VI, intégrant énergies renouvelables, gestion écologique de l’eau et urbanisme durable.

## Infrastructures militaires
La ville abrite la base aérienne de Ben Guerir, l’une des plus importantes du pays, qui joue un rôle stratégique dans la défense nationale.